# کبوتر میوه‌خوار سوت‌زن
کبوتر میوه‌خوار سوت‌زن (نام علمی: Ptilinopus layardi) نام یک گونه از سرده کبوتر میوه‌خوار است.